# Dekanat Garnizonu Warszawa
Dekanat Garnizonu Warszawa – jeden z 9 dekanatów Ordynariatu Polowego Wojska Polskiego.

## Parafie
W skład dekanatu wchodzą 3 parafie:
- parafia wojskowa MB Ostrobramskiej – Warszawa-Boernerowo
- parafia wojskowa MB Królowej Polski – Warszawa
- parafia wojskowa św. Rafała Kalinowskiego – Warszawa-Rembertów